# یواس‌اس ژنرال ام بی استیوارت (ای‌پی-۱۴۰)
یواس‌اس ژنرال ام بی استیوارت (ای‌پی-۱۴۰) (به انگلیسی: USS General M. B. Stewart (AP-140)) یک کشتی بود که طول آن ۵۲۲ فوت ۱۰ اینچ (۱۵۹٫۳۶ متر) بود. این کشتی  در سال ۱۹۴۴ ساخته شد.